# Cantone di Tavaux
Il Cantone di Tavaux è una divisione amministrativa dell'arrondissement di Dole.
È stato costituito a seguito della riforma approvata con decreto del 17 febbraio 2014, che ha avuto attuazione dopo le elezioni dipartimentali del 2015.

## Composizione
Comprende i 29 comuni di:
- Abergement-la-Ronce
- Annoire
- Asnans-Beauvoisin
- Aumur
- Balaiseaux
- Bretenières
- Chaînée-des-Coupis
- Champdivers
- Chaussin
- Chemin
- Chêne-Bernard
- Le Deschaux
- Les Essards-Taignevaux
- Gatey
- Les Hays
- Longwy-sur-le-Doubs
- Molay
- Neublans-Abergement
- Peseux
- Petit-Noir
- Pleure
- Rahon
- Saint-Aubin
- Saint-Baraing
- Saint-Loup
- Séligney
- Tassenières
- Tavaux
- Villers-Robert